# Discoloma parmula
Discoloma parmula là một loài bọ cánh cứng trong họ Discolomatidae. Loài này được Erichson miêu tả khoa học năm 1845.